# Tomteråsen
Tomteråsen (även kallad Hvam) är en tätort oi Nes kommun i Akershus fylke i sydöstra Norge. Tätorten hade 727 invånare den 1 januari 2022. Tätorten ligger vid Glommas västra sida och åtta kilometer väster om kommunens centralort Årnes. Tätorten ligger även fyra kilometer söder om tätorten Neskollen. 
Tätorten har Norges största gymnasium med naturinriktning, Hvam videregående skole, (tidigare hette den Hvam landbruksskole). Skolan har ca 300 elever, en egen golfbana och en klättervägg inomhus. Tätorten har en till skola, Udnes skola som byggdes 1970. Tätorten har en närliggande kyrka vid namn Udnes kyrka som byggdes år 1708 och hade sitt 300-årsjubileum år 2006. Kyrkan har blivit renoverad två gånger, år 1820 och år 1870. Tätorten har också ett museum vid namn, Gamle Hvam Museum.